# Карпово (Алтайский край)
Карпово — село в Солонешенском районе Алтайского края, на реке Быстрая. Административный центр муниципального образования сельское поселение Карповский сельсовет. Малая родина Героя Советского Союза М. А. Паршина .

## История
Основано в 1822 г.
В 1928 году состояло из 245 хозяйств. В административном отношении являлся центром Карповского сельсовета Куяганского района Бийского округа Сибирского края.

## Население
| 1926 | 1997 | 1998 | 1999 | 2000 | 2001 | 2002 | 2003 | 2004 |
| ---- | ---- | ---- | ---- | ---- | ---- | ---- | ---- | ---- |
| 1336 | ↘537 | ↘504 | ↘484 | ↗494 | ↘426 | ↘409 | ↘396 | ↗410 |
| 2005 | 2006 | 2007 | 2008 | 2009 | 2010 | 2011 | 2012 | 2013 |
| ↘390 | ↗392 | ↘386 | ↘372 | ↘360 | ↘342 | ↘339 | ↘319 | ↘305 |

Национальный состав
В 1928 году основное население — русские.
Согласно результатам переписи 2002 года, в национальной структуре населения русские составляли 96 %.

## Известные уроженцы, жители
В селе родился Михаил Артамонович Паршин (1925—1944) — участник Великой Отечественной войны, Герой Советского Союза. В центре села установлен бюст героя. На доме, где жил Михаил Артамонович, установлена мемориальная доска. Его именем были названы совхоз и школа.

## Инфраструктура
Администрация поселения, Карповская средняя образовательная школа, отделение почты.

## Транспорт
Просёлочные дороги.